# Thelema

Hexagramul unicursal, unul dintre simbolurile importante din Thelema, echivalentul vechiului Ankh egiptean sau al crucii rosicruciene rosii, dar derivat initial din Hexagrammum Mysticum de Blaise Pascal din 1639

Thelema este o filosofie religioasă ocultă și ezoterică apărută la începutul anilor 1900. Inițiatorul ei este scriitorul și ocultistul Aleister Crowley.
Axiomul fundamental, tezaurul care stă la baza lui Thelema- cunoscut sub numele de "Legea lui Thelema" - este "Fă ce vrei tu să fie întreaga ta lege". Fraza tradițională corespunzătoare este "Dragostea este legea, dragostea sub voință". Alte fraze comune, inventate de Aleister Crowley, care sunt asociate cu Thelema, sunt: "Este semnul minții neînsuflețite să-și ia propriile procese ca valabile pentru toți oamenii și propriile judecăți pentru adevărul absolut" și "Pentru voință pură, nesatisfăcut de scop, eliberat din pofta rezultatului, este în orice mod perfect. " 
Aceste expresii pot fi caracterizate ca având implicații morale, mistice și socio-politice. În viziunea sa fiecare persoană are o "voință adevărată" și natura interacțiunii unei persoane cu lumea (sau universul) este o formă de "dragoste" sau armonie. Acest lucru este exprimat în continuare printr-o a treia metaforă, "fiecare bărbat și fiecare femeie este o stea", ce descrie natura distinctă a fiecărui individ ca fiind într-un punct care nu se suprapune spațiului și timpului; coliziunile dintre diferite persoane sunt rare dacă fiecare este conștient de ele și acționează în conformitate cu adevăratul lui scop în viață. 
Thelema a fost dezvoltat la începutul anilor 1900 de Aleister Crowley, un scriitor englez, mistic și magician ceremonial .  El s-a crezut a fi profetul unei epoci noi, Æonul lui Horus, bazat pe o experiență spirituală pe care el și soția lui, Rose Edith, o avea în Egipt în 1904.  Printr-o ființă spirituală ce i-a luat in posesie corpul sau, ființa care se numea  Aiwass  l-a contactat și i-a dictat un text cunoscut sub numele de Cartea Legii sau Liberal al vel Legis, care a subliniat principiile Thelema. 
Panteonul thelemic - o colecție de Zei și Zeițe care pot exista fie literalmente, fie servesc ca arhetipuri sau metafore simbolice, în funcție de viziunea individului - include o serie de zeități, în primul rând un trio adaptat din religia egipteană antică, care sunt cei trei vorbitori ai Cartii Legii : Nuit, Hadit si Ra-Hoor-Khuit . Crowley a descris aceste zeități ca o "comoditate literară".  Religia se bazează pe ideea că secolul al XX-lea a marcat începutul eonului lui Horus, în care va fi urmat un nou cod etic: "Fă ce vrei tu să fie întreaga lege". Această afirmație indică faptul că adepții individuali ai Thelemei ar trebui să caute și să urmeze adevărata lor cale în viață, adică voința lor adevărată .  Filozofia subliniază, de asemenea, practicile rituale din Magick . 
Pe măsură ce Crowley a dezvoltat religia, el a scris pe scară largă cu privire la acest subiect, precum și a generat scrieri mai "inspirate" pe care le-a numit în mod colectiv Sf. Cărți din Thelema . El a asociat, de asemenea, practica spirituală Thelema și spiritualitatea Thelemică cu concepte înrădăcinate în ocultism, yoga și misticismul est- occidental, în special Qabalah . 
Aspecte ale gândirii lui Thelema și Crowley, în general, au oferit inspirație pentru dezvoltarea practicilor Wicca și, într-o anumită măsură, pentru dezvoltarea Păgânismului modern în ansamblu, precum și pentru magia haosului și Satanismul . În plus, aspecte ale Thelemei sunt considerate de unii oameni de știință, cum ar fi Hugh Urban, ca fiind o influență asupra dezvoltării Scientologiei .  Cu toate acestea, alți savanți, precum J. Gordon Melton, neagă astfel de conexiuni. 

## Istoric precedent
Cuvântul "θελέμα" (thelema) provine din greaca clasică, unde "semnifică voința apetisantă: dorință, uneori chiar sexuală",  dar este frecventă gasita in Septuaginta .  Scrierile timpurii ale creștinilor folosesc ocazional cuvântul pentru a se referi la voința umană  și chiar voința adversarului lui Dumnezeu, diavolul  dar se referă de obicei la voia lui Dumnezeu. 
Un exemplu binecunoscut il gasim în " Rugăciunea Domnului " ( Matthew 6:10 ): "Vie Împărăția Ta, facase voia Ta precum in cer asa si pe Pământ". Este folosit mai târziu în aceeași Evanghelie ( 26:42 ): "A plecat din nou a doua oară și s-a rugat, spunând:" Tatăl Meu, i-a paharul acesta de la mine, dar nu fie cum doresc eu, ci facase voia Ta". Predică din al cincilea secol a lui 1 John:4:4–12, Augustin de Hippo a dat o instrucțiune similară:  "Dragostea, și ce vei, face". (Dilige et quod vis inst) 
În Renaștere, un personaj numit "Thelemia" reprezintă voința sau dorința în Hipnerotomachia Polifili a călugărului dominican Francesco Colonna . Protagonistul Poliphilo are două ghiduri alegorice, Logistica (motiv) și Thelemia (voință sau dorință). Când este forțat să aleagă, își alege împlinirea voinței sale sexuale inaintea logicii.  munca Colonna a fost o mare influență asupra Franciscan Friar François Rabelais, care în secolul al 16 - lea, folosit Theleme, forma franceză a cuvântului, ca numele unui abație fictiv în romanele sale, Gargantua și Pantagruel .   Singura regulă a acestei mănăstiri a fost "fay çe que tu veux" sau "Fă ce vrei tu" in traducerea din franceza in romana. 
La mijlocul secolului al 18-lea, Sir Francis Dashwood a înscris proverbul pe o ușă de la abație sa din Medmenham,  în cazul în care acesta a servit ca mottoul Clubului Hellfire .  Abatia lui Theabea de la Rabelais a fost menționată de scriitorii mai târziu, si anume Sir Walter Besant și James Rice, în romanul Călugării de la Thelema (1878), și CR Ashbee în povestea lui utopică " The Building of Thelema" (1910). 

## Termenul Thelema

### În limba greacă clasică
Ca precursor al conceptului de astăzi de testament, boule greacă (βουλή) este considerată ca fiind din filologia clasică, nu Thelo (θέλω) sau „Thelema“. 
Există, în greacă, două cuvinte pentru voință, care sunt folosite, de exemplu, în Noul Testament parțial sinonim : thelema și boule . 
- "Boule" înseamnă "voință", "intenție", "proiect" (adică voință cu scop)
- "Thelema" este un cuvânt rar folosit în clasicul grec. Există foarte puține documente, cel mai devreme fiind Antiphon Sofistul (secolul al 5-lea î.en.). În antichitate a fost lângă voința divină pe care un om o face, la fel de mult pentru voința satisfacerii dorinței sexuale. Intenția individului a fost mai puțin înțeleasă ca un loc generalizat, ontologic oriunde ar fi fost aranjat. [19]

Teologul verbului cel mai vechi (Homer, inscripțiile timpurii ale Atticului) și are înțelesul "gata", "decide" și "dorința" (Homer, 3, 272, de asemenea, în sens sexual). 
" Aristotel spune în cartea de plantis ca scopul voinței umane este percepția - spre deosebire de plantele care nu au epitimia " Thelema ", spune Aristotel," s-a schimbat aici, epitmia, "și thelema" și că thelema "trebuie să fie neutră, nu determinată într-un fel moral, forța motrice covârșitoare a omului." 

### În Vechiul Testament
În Septuaginta, termenul este folosit pentru voința lui Dumnezeu însuși, dorința religioasă a temătorului de Dumnezeu și voința regală a unui conducător secular. Este astfel folosită doar pentru reprezentarea unei voințe etice înalte în credință, a exercitării autorității de către autorități sau a voinței non-umane, dar nu și pentru lupte mai profane.  În traducerea Vechiului Testament grec ( Septuaginta ), termenii "boule" și "thelema" apar, în timp ce în textul Vulgate termenii sunt tradus în latină "Voluntas" ("will"). Astfel, sensul diferit al ambelor concepte a fost pierdut, in cele din urma. 

#### În Noul Testament
În Noul Testament, în Koine "thelema" este folosit de 62 de ori, de două ori în plural (thelemata). Aici, voia lui Dumnezeu este întotdeauna și exclusiv desemnată de cuvântul "thelema" (vorlema, mai ales în singular), așa cum arată teologul Federico Tolli prin Dicționarul teologic al Noului Testament din anul 1938. ("Va fi făcut voia ta pe pământ așa cum este în cer), în același mod termenul este folosit de Apostolul Pavel și Ignațius din Antiohia, iar pentru Tolli rezultă că ideea autentică a Thelemei nu contrazice învățăturile lui Iisus (Tolli, 2004). 

## François Rabelais

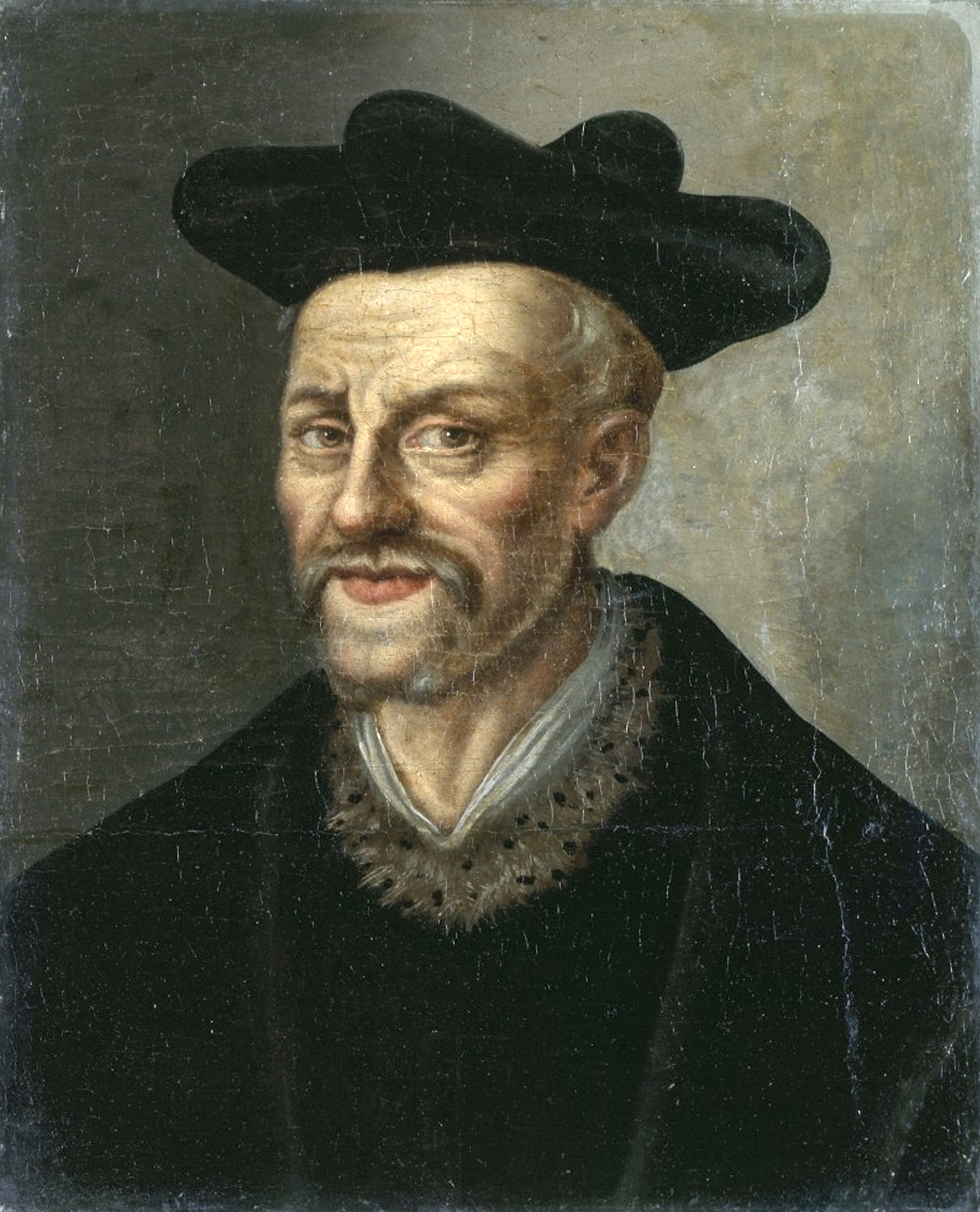
François Rabelais

François Rabelais a fost un franciscan și mai târziu un călugăr benedictin al secolului al XVI-lea. În cele din urmă a părăsit mănăstirea pentru a studia medicina și s-a mutat în orașul francez Lyon în 1532. Acolo a scris Gargantua și Pantagruel , o serie de cărți conectate. Ei spun povestea a doi giganți - un tată (Gargantua) și fiul său (Pantagruel) și aventurile lor scrise într-o notă amuzantă, extravagantă și satirică. 
Majoritatea criticilor de astăzi sunt de acord că Rabelais a scris dintr-o perspectivă umanistă creștină .  Biograful Crowley, Lawrence Sutin, notează acest lucru atunci când contrastează credințele autorului francez cu Thelema lui Aleister Crowley .  În povestea Thélème menționată mai sus, pe care criticii o analizează ca referindu-se în parte la suferința reformiștilor loiali creștini sau "evanghelici"  în cadrul Bisericii Franceze , referirea la cuvântul grecesc θέλημα " voia lui Dumnezeu să guverneze în această mănăstire ".  Lawrence Sutin scrie că Rabelais nu era precursor al Thelemei, ci ca convingerile sale conțin elemente de stoicism și bunătate creștină. 
În prima sa carte (capitolele 52-57), Rabelais scrie despre această mănăstire de la Thélème, construită de uriașul Gargantua. Este o utopie clasică prezentată pentru a critica și a evalua starea societății din ziua lui Rabelais, spre deosebire de un text utopic modern care încearcă să creeze scenariul în practică.  Este o utopie în care dorințele oamenilor sunt mai îndeplinite.  Satiric, el reprezintă și idealurile considerate în ficțiunea lui Rabelais.  Locuitorii mănăstirii au fost guvernați nu numai de voința și plăcerea lor liberă, singura regulă fiind "Fă ce vrei tu". Rabelais a crezut că bărbații care sunt liberi, bine născuți și crescuți au onoare, ceea ce conduce intrinsec la acțiuni virtuoase. Când sunt constrânși, natura lor nobilă se întoarce, în schimb, să-și înlăture servitudinea, pentru că oamenii doresc ceea ce li se refuză. 
 

Unii adepti ai Thelemei moderne consideră că lucrarea lui Crowley se bazează pe rezumatul lui Rabelais despre natura onorabilă instinctiva a Thelemei. Rabelais a fost răsplătit în diverse moduri pentru crearea filosofiei  lui Thelema, ca fiind unul dintre primii oameni care se refereau la ea  sau fiind "primul Thelemite".  Cu toate acestea, actualul Marele Maestru General al Ordo Templi Orientis Marea Loja din SUA a declarat: 
„Saint Rabelais never intended his satirical, fictional device to serve as a practical blueprint for a real human society ... Our Thelema is that of The Book of the Law and the writings of Aleister Crowley”
 Aleister Crowley a scris în Antecendentele Thelemei (1926), o lucrare incompletă care nu a fost publicată în acea zi, că Rabelais nu numai că a prezentat legea lui Thelema într-un mod similar cu modul în care a înțeles Crowley, dar a prezis și a descris în viața codului Crowley și textul sfânt pe care el a pretins că l-a primit, Cartea Legii . Crowley a spus că lucrarea pe care a primit-o a fost mai profundă, arătând mai detaliat tehnica pe care ar trebui să o practice oamenii și dezvăluind misterele științifice. El a spus că Rabelais se limitează la portretizarea unui ideal, mai degrabă decât la abordarea chestiunilor legate de economia politică și subiecte similare, care trebuie soluționate pentru a realiza Legea. 
Rabelais este inclus printre sfinții Bisericii Gnosctice Ecleziastice Catolice . 

## Francis Dashwood și Clubul Hellfire

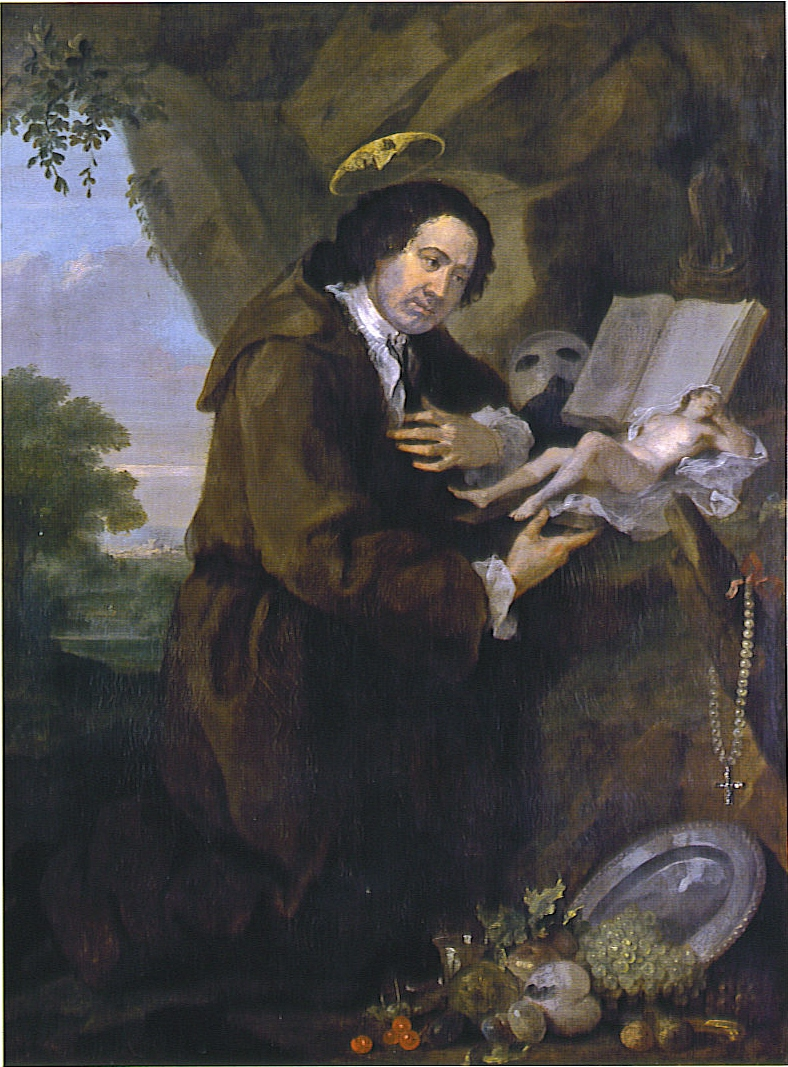
Portret de Francis Dashwood, al 11-lea Baron le Despencer, de William Hogarth de la sfârșitul anilor 1750

Sir Francis Dashwood a adoptat unele dintre ideile lui Rabelais și a invocat aceeași regulă în limba franceză, când a înființat un grup numit călugării din Medmenham (mai bine cunoscut drept Clubul Hellfire ).  O mănăstire a fost înființată la Medmenham, într-o proprietate care a încorporat ruinele unei mănăstiri cisterciene fondată în 1201. Grupul era cunoscut ca si grup de calugari Franciscani, nu după Sfântul Francisc de Assisi, ci după fondatorul său, Francis Dashwood, al 11-lea Baron le Despencer . John Wilkes, George Dodington și alți politicieni erau membri.  Există puține dovezi directe despre ce a practicat sau crezut ce a făcut Hellshire Clubul lui Dashwood.  Singura mărturie directă vine de la John Wilkes, un membru care nu a intrat niciodată în camera capitolului din cercul interior.   El descrie grupul ca hedonisti care s-au intalnit pentru a "sarbatori femeia in vin" si a adaugat idei din antici doar pentru a face ca experienta sa fie mai decadenta. 
În opinia lui Lt. Col. Turnurile, grupul derivă mai mult din Rabelais decât inscripția de pe ușă. El crede că au folosit peșteri ca un templu orionar dionisian, bazat pe citirea lui Dashwood a capitolelor relevante ale lui Rabelais.  Sir Nathaniel Wraxall, în Memoriile sale istorice (1815), a acuzat călugării de ritualuri satanice, dar aceste afirmații au fost respinse.  Gerald Gardner și alții, cum ar fi Mike Howard  spun că călugării s-au închinat "Zeiței". Daniel Willens a susținut că grupul probabil că a practicat Francmasoneria, dar sugerează, de asemenea, că Dashwood ar fi ținut sacramente secrete romano-catolice. El întreabă dacă Wilkes ar fi recunoscut o adevărată Liturghie Catolică, chiar dacă ar fi văzut-o chiar și chiar dacă versiunea subterană ar fi urmat modelul public exact. 

## Convingeri

### Definirea Thelemei
Definiția literară a termenului "Thelemite" este, potrivit lui Merriam-Webster, "cel care face cum dorește". Se poate lua această definiție pentru a implica, prin extensie, "cine își dă voința". 
Cu toate acestea, nu există o concepție standard despre ceea ce trebuie să creadă sau să facă, sau ce, dacă este cazul, trebuie practicat pentru a fi considerat cineva un adept al Thelemei. Cu alte cuvinte, nu există nici o ortodoxie thelemică standardizată ( greacă : ορθοδόξια orthodoxía, aproximativ "credința corectă", din greaca antică : δόξα doxa, lit. "credință") sau orthopraxie . (Greacă: orthopraxia ὀρθοπραξία, aproximativ "practica corectă".. ) 
În sensul cel mai de bază, un adept al Thelemei este orice persoană care face voința - dacă merge prin concepția lui Crowley, atunci voința lor adevărată sau pură, spre deosebire de voința "mundanească (pamanteasca, mundi inseamna pamant) " a eului - sau reprezinta încercările de a descoperi și de a face asta . Aceasta fiind cea mai slăbită concepție a ceea ce face pe cineva un Thelemite, orice persoană care descoperă și își exprimă adevărata voință sau încearcă să o descopere și să o pună în aplicare, cu bună știință sau în necunoștință, și dacă aderă sau nu la sistemul Crowley de la Thelema ca atare numită Thelemite. În sistemul ordinii mistice thelemice A∴A∴, de exemplu, Lao Tzu, Gautama Buddha și Muhammad, toți care predesc dezvoltarea lui Thelema, sunt identificați ca indivizi care, prin realizarea spirituală, au devenit magii sensul Qabalistic, a atins gradul magic de magus, ajungând pe scena lui Kether pe Arborele Vieții - ceea ce înseamnă că ei și-au atins adevărata voință. 
Într-un sens mai strict, un adept al Thelemei este cineva care acceptă Legea Thelemei. Într-un sens mai strict, este cineva care acceptă sau aderă la Cartea Legii (ce include Legea menționată anterior), totuși interpretată. Și, în sensul cel mai strict, este cineva care aderă la Cartea Legii și, într-o oarecare măsură, mai mare sau mai mică sau mai completă, restul scrierilor lui Crowley despre Thelema. 
În Cartea Legii, Crowley a scris: "Cine este adept Thelemic nu va face nici un rău, dacă ar arăta, dar aproape de cuvânt. Căci acolo sunt Trei grade, Împărați, Iubitorul și omul de pe Pământ ". 
Pe măsură ce Crowley părăsește conținutul cărții Legii până la interpretarea individuală, "gradele" de Hermit, Indragostit (din cartile de Tarot, arcanele majore) și omul de pe Pământ pot fi în mod firesc interpretate pentru a semnifica lucruri diferite. Cu toate acestea, scriitorul thelemic IAO131 crede că acestea corespund diferitelor etape ale căii mistice sau spirituale, care progresează de la omul de pe Pământ la Indragostit si in final la Hermit, culminând cu iluminarea: Potrivit lui, omul Pământului simbolizează auto-disciplina spirituală, Indragostitul - experiența comuniunii cu divinul, iar Hermitul dizolvarea eului. 

### Aleister Crowley
Thelema a fost fondată de Aleister Crowley (1875 – 1947), ce a fost un ocultist și scriitor englez. În 1904, Crowley a pretins că a primit Cartea Legii de la o entitate numită Aiwass, care urma să servească drept temelia sistemului religios și filosofic numit mai tarziu de Crowley, Thelema.  

### Cartea Legii
Sistemul Crowley de Thelema începe cu Cartea Legii, care poartă numele oficial Liber AL vel Legis . A fost scrisă în Cairo, Egipt în timpul lunii de miere cu noua lui soție Rose Crowley (née Kelly). Această carte mică conține trei capitole, fiecare dintre ele susținând că a fost scrisa exact într-o oră, începând cu amiază, în zilele de 8 aprilie, 9 aprilie și 10 aprilie 1904. Crowley pretinde că a scris la dictarea facuta de o entitate pe nume Aiwass, pe care la identificat mai târziu ca propriul Înger păzitor .  Discipolul, autorul și, odată, secretarul lui Crowley, Israel Regardie preferă să atribuie această voce subconștientului, dar opiniile dintre adeptii Thelemei diferă foarte mult. Crowley a susținut că "nici un forger nu ar fi putut pregăti un set atât de complex de puzzle-uri numerice și literale" și că studiul textului ar risipi toate îndoielile cu privire la modul în care a fost obținută cartea. 
Pe lângă trimiterea la Rabelais, o analiza facuta de Dave Evans prezintă asemănări cu Preaiubita Zeita Hathor și Altarul Hawk de Aur,  o piesă de Florence Farr .  Evans spune că acest lucru se poate datora faptului că "atât Farr, cât și Crowley au fost admirați în imagini și învățături ale zorilor de aur "  și că Crowley probabil cunoștea materialele antice care au inspirat unele dintre motivele lui Farr.  Sutin găsește, de asemenea, asemănări între Thelema și opera lui WB Yeats, atribuind acest lucru "înțelegerii împărtășite" și, probabil, cunoștinței celui mai în vârstă despre Crowley. 
Crowley a scris câteva comentarii despre Cartea Legii, ultima din care a scris în 1925. Această scurtă declarație numită pur și simplu " Comentariul " avertizează împotriva discutării conținutului cărții și afirmă că toate "întrebările Legii trebuie să fie decise decat prin apel la scrierile mele" și este semnat Ankh-af-na-khonsu . 

### Vointa adevarata
Potrivit lui Crowley, fiecare individ are o voință adevărată, ce se deosebește de dorințele obișnuite ale eului. Voința adevărată este, în esență, "chemarea" sau "scopul" în viață. Unii magicieni mai târziu au luat acest lucru pentru a il include in scopul de a realiza auto-realizarea prin eforturile proprii, fără ajutorul lui Dumnezeu sau a altei autorități divine. Acest lucru le apropie de poziția pe care a avut-o Crowley chiar înainte de 1904.  Alții urmează lucrări ulterioare precum Liber II, spunând că voința proprie în formă pură nu este altceva decât voința divină.  Fă ceea ce vrei să faci întreaga lege pentru Crowley nu se referă la hedonism, împlinind dorințele de zi cu zi, ci acționând ca răspuns la acea chemare. Adeptul Thelemic este un mistic.  Potrivit lui Lon Milo DuQuette, un adept al Thelemei este oricine își bazează acțiunile pe încercarea de a descoperi și de a iși realiza adevărata voință,  atunci când o persoană face voia lor adevărată, este ca o orbită, nișa lor în ordinea universală și universul îi asistă. 
Pentru ca individul să poată să-și urmeze voința adevărată, este posibil să fie depășite inhibițiile social-instilate ale eului cotidian prin decondiționare.   Crowley a crezut că, pentru a descoperi voința adevărată, a trebuit să elibereze dorințele minții subconștiente de controlul minții conștiente, în special de restricțiile impuse expresiei sexuale, pe care le-a asociat cu puterea creației divine.  El a identificat voința adevărată a fiecărui individ cu Îngerul Sfânt păzitor, un demon unic fiecărui individ.  Căutarea spirituală de a găsi ceea ce trebuie să faci și de a face, este, de asemenea, cunoscută în Thelema ca fiind o mare lucrare . 

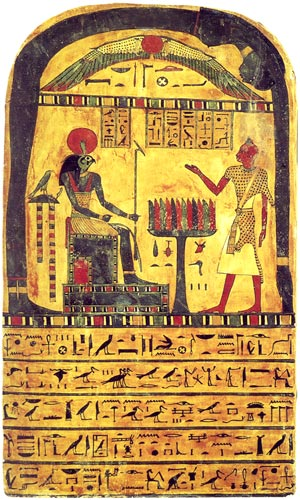
Stéle de Revelație, reprezentând Nuit, Hadit ca glob înaripat, Ra-Hoor-Khuit așezat pe tron și creatorul Stèle, scribul Ankh-af-na-khonsu

Thelema își atrage principalii Zei și Zeițe din religia egipteană veche . Cea mai mare zeitate din cosmologia Thelemei este Zeita Nuit . Ea este cerul de noapte arcuit peste Pământ simbolizat sub forma unei femei goale. Ea este concepută ca Marea Mamă, sursa supremă a tuturor lucrurilor.  Cea de-a doua divinitate principală a lui Thelema este Zeul Hadit, conceput ca punct infinit de mic, complementar și consort al lui Nuit. Hadit simbolizează manifestarea, mișcarea și timpul.  El este, de asemenea, descris în Liber AL vel Legis, ca fiind "flacăra care arde în fiecare inimă a omului și în centrul fiecărei stele".  Cea de-a treia divinitate din cosmologia lui Thelema este Ra-Hoor-Khuit, o manifestare a lui Horus . El este simbolizat ca un om trist cu capul unui șoim care poartă o baghetă. El este asociat cu Soarele și cu energiile active ale magiei Thelemic. 
Alte Zeitati din Cosmologia Thelemei sunt Hoor-paar-kraat (sau Harpocrate ), Zeul tăcerii și forță interioară, fratele lui Ra-Hoor-Khuit,  Babalon, Zeița plăcerii,  și Therion, fiara pe care Babalon o plimbă, ce reprezintă animalul sălbatic din om, o forță a naturii. 

### Magic și ritual
Templul magic este un sistem de exerciții fizice, mentale și spirituale pe care practicanții îl consideră de folos.  Crowley a definit magia ca fiind "Știința și arta provocării schimbărilor în conformitate cu voința",  și a scris-o cu un "k" pentru al distinge de magia scenica, de spectacol. El a recomandat magia ca mijloc de a descoperi voința adevărată .  În general, practicile magice din Thelema sunt concepute pentru a ajuta la găsirea și manifestarea voii adevărate, deși unele includ și aspecte celebrative.  Crowley a fost un scriitor prolific, integrând practicile orientale cu practicile magice occidentale din Ordinul Hermetic al Zorilor de Aur .  El a recomandat adepților săi o serie de astfel de practici, inclusiv yoga de bază; (asana și pranayama);  ritualuri ale propriei sale concepții sau bazate pe cele ale Zorilor de Aur, cum ar fi ritualul mic al pentagramului, pentru exil și invocare;  Liber Samekh, un ritual pentru invocarea îngerului Sfânt păzitor ;  ritualuri euharistice cum ar fi Liturghia gnostice și Liturghia Phoenixului ;  și Liber Resh, care constă în patru adorații zilnice la soare.  O mare parte din munca sa este disponibilă în imprimare și online. De asemenea, el a discutat despre magia sexuală și despre gnoza sexuală sub diverse forme, inclusiv practicile masturbatorii, heterosexuale și homosexuale, și acestea fac parte din sugestiile sale pentru munca celor din gradele superioare ale Ordo Templi Orientis .  Crowley a crezut că, după ce a descoperit Adevărata Voință, magicianul trebuie, de asemenea, să înlăture orice element al lui însuși, care sta în calea succesului său. 

Arborele qabalistic al vieții, important în ordinea magică A∴A∴ ca grade de avansare în el sunt legate de el.

Sublinierea magiei Thelemic nu este direct pe rezultatele materiale și în timp ce mulți Thelemiti practică magie pentru scopuri precum bogăția sau dragostea, nu este necesar. Cei aflați într-un Ordin magic magic, cum ar fi A∴A∴ sau Ordo Templi Orientis, lucrează printr-o serie de grade sau grade prin intermediul unui proces de inițiere. Temelele care lucrează singure sau într-un grup independent încearcă să atingă această ascensiune sau scopul prin utilizarea cărților Sfintelor Cărți ale lui Thelema și/sau a celor mai seculare ale lui Crowley ca ghid, alături de propria lor intuiție. Thelemites, atât cei independenți, cât și cei afiliați cu o ordine, pot practica o formă de rugăciune performativă cunoscută sub numele de Liber Resh . 
Un obiectiv în studiul lui Thelema în cadrul Ordinului magic al lui A∴A∴ este ca magicianul să obțină cunoștințele și conversația Sfântului Înger păzitor : comunicarea conștientă cu propriul lor demon, câștigând astfel cunoștința despre voința lor adevărată.  Sarcina principală pentru cel care a realizat acest lucru este numele de "traversarea Abisului ";  renunțând complet la ego. Dacă aspirantul este nepregătit, el se va agăța de ego în schimb, devenind un Frate Negru. Mai degrabă decât să devină una cu Dumnezeu, Fratele Negru consideră că eul său este Dumnezeu.  Potrivit lui Crowley, Fratele Negru se dezintegrează încet, în timp ce se preface pe alții pentru propria sa autogenerare. 
Crowley a predat o examinare sceptică a tuturor rezultatelor obținute prin meditație sau magie, cel puțin pentru student.  El a legat acest lucru de necesitatea de a păstra un jurnal, care încearcă să enumere toate condițiile evenimentului.   Observând similitudinea cu afirmațiile făcute de experții lor spirituali, el a spus că, la 50 de ani de atunci, ar avea un nume științific bazat pe "o înțelegere a fenomenului" pentru a înlocui astfel de termeni ca "spiritual" sau "supranatural" . Crowley a afirmat că lucrarea sa și cea a urmașilor săi au folosit "metoda științei, scopul religiei"  și că puterile autentice ale magicianului ar putea fi într-un fel testate obiectiv. Această idee a fost preluată de practicanții mai târziu ai Thelemei, de magia haosului și de magie în general. Ei pot considera că testează ipoteze cu fiecare experiment magic. Dificultatea constă în lărgimea definirii succesului  în care ei pot vedea ca dovezi de succes lucruri pe care un non-magician nu le-ar defini ca atare, ducând la prejudecăți de confirmare . Crowley credea că ar putea demonstra, prin exemplul său, eficacitatea magiei în producerea unor experiențe subiective care nu rezultă în mod obișnuit din luarea hașișului, se bucură de sine în Paris sau de mersul prin deșertul Sahara .  Nu este strict necesar ca tehnicile ritualice să fie un facute de un adept al Thelemei, deoarece datorită focalizării magicului Thelemic asupra voinței adevărate, Crowley a declarat că "fiecare act intenționat este un act magic". 

### Etică
Legea Liber clarifică unele standarde ale comportamentului individual. Primul dintre acestea este "Fă ceea ce vrei", care este prezentat ca fiind întreaga lege. Unii interpreți ai Thelema cred că acest drept include o obligație de a permite altora să-și facă propriile voințe fără niciun amestec  , dar Liber AL nu face nicio declarație clară în această privință. Crowley insusi a scris ca nu este nevoie sa detaliem etica Thelemei, pentru ca totul izvoraste din "Faci ce vrei".  Crowley a scris câteva documente suplimentare care prezintă convingerile sale personale cu privire la comportamentul individual în lumina Legii lui Thelema, dintre care unele se referă la subiectul interferenței cu ceilalți: Liber OZ, Datoria și Liber II . 
Liberul Oz enumeră unele dintre drepturile individului implicate de dreptul unic, "Fă ce vrei". Pentru fiecare persoană, acestea includ dreptul la: a trăi conform legii proprii; sa trăiasca dupa cum doreste; să lucreze, să se joace și să se odihnească, sa mănânce și sa bea ce vrea; sa locuiesca undeva; sa se miște pe pământ dupa propria voință; sa gândeasca, sa vorbeasca, sa scrie, sa deseneze, sa vopseasca, sa sculpteze, sa construiasca și sa se îmbrace dupa propria voință; sa se iubeasca când, unde și cu cine vrea; și să omoare pe cei care ar împiedica exercitarea acestor drepturi. 
Datoria este descrisa ca "O notă privind regulile principale ale comportamentului practic ce trebuie respectate de cei care acceptă Legea Thelemei".  Nu este un "Liber" numerotat, la fel ca toate documentele pe care Crowley le-a scris pentru A∴A∴, ci mai degrabă listate ca un document destinat în mod specific Ordo Templi Orientis .  Există patru secțiuni: 
- A. Obligația voastră la sine: descrie sinele ca centrul universului, facand apel la a învăța despre Natura interioară a omului. Îndeamnă cititorul să dezvolte fiecare facultate pshica într-un mod echilibrat, să-și stabilească autonomia și să se dedice slujirii voinței adevărate .
- B. Datoria voastră către ceilalți: avertizare pentru a elimina iluzia separării dintre sine și toți ceilalți, pentru a lupta atunci când este necesar, pentru a evita interferarea cu voința altora, pentru a ilumina pe alții atunci când este necesar și pentru a se închina Naturii divine a tuturor celorlalte ființe.
- C. Datoria ta față de omenire: afirmă că legea din Thelema ar trebui să fie singura bază de comportament. Că legile pământului ar trebui să aibă scopul de a asigura cea mai mare libertate pentru toți indivizii. Infracțiunea este descrisă ca fiind o încălcare a voinței adevărate.
- D. Obligația voastră față de toate celelalte ființe și lucruri: afirmă că legea lui Thelema ar trebui aplicată tuturor problemelor și luată în considerare pentru a decide fiecare problemă etică. Este o încălcare a Legii din Thelema de a folosi orice animal sau obiect pentru un scop pentru care este nepotrivit sau pentru a distruge lucrurile astfel încât acestea să fie inutile în scopul lor. Resursele naturale pot fi folosite de om, dar acest lucru nu ar trebui să fie făcut în mod necorespunzător sau răzbunarea legii va fi răzbunată.

În Liber II: Mesajul Maestrului Therion, Legea lui Thelema este rezumată în mod succint ca "Fă ceea ce vrei, daca nu atunci nu fa nimic altceva". Crowley descrie urmărirea voinței, nu numai ca detașarea de la posibilele rezultate, ci cu o energia neobosită. Este Nirvana, dar într-o formă mai dinamică, mai degrabă decât statică. Voința adevărată este descrisă ca orbita individului, iar dacă ei caută să facă altceva, vor întâlni obstacole, deoarece orice altceva decât voința este o piedică pentru ea. 

## Practica contemporană

### Diversitate
Miezul gândului thelemic este "Fă ce vrei". Cu toate acestea, dincolo de aceasta, există o gamă foarte largă de interpretare a lui Thelema. Thelema modernă este o filozofie și religie sincretică  iar mulți adepti ai acesteia încearcă să evite o gândire dogmatică sau fundamentalistă. Crowley însuși a pus un accent deosebit pe Natura unică a voinței inerente fiecărui individ, fără să-l urmeze, spunând că nu dorea să conduca o turmă de oi.  Astfel, adeptii Thelemei contemporane pot practica mai mult de o religie, inclusiv Wicca, Gnosticismul, Satanismul, Setianismul și Luciferianismul .  Mulți adepți ai Thelemei, nu mai mulți decât Crowley, recunosc corelațiile dintre sistemele thelemice și alte sisteme de gândire spirituală; cele mai multe împrumută liber de la metodele și practicile altor tradiții, inclusiv alchimia, astrologia, qabala, tantra, ghicirea in tarot și yoga .  De exemplu, Nu și Had sunt gândite să corespundă cu Tao și Teh din Taoism, Shakti și Shiva din Hinduism Tantre, shunyata și bodhicitta din Budism, Ain Soph și Kether în Cabala Hermetica .    
Există unii adepti ai Thelemei care acceptă într-un fel Cărțile Legii, dar nu și restul scrierilor sau învățăturilor "inspirate" ale lui Crowley. Alții iau doar aspecte specifice ale sistemului său global, cum ar fi tehnicile sale magice, etica, misticismul sau ideile religioase, ignorând restul. Alți indivizi care se consideră ei înșiși, adepti ai Thelemei consideră ceea ce este prezentat în mod obișnuit ca sistem al lui Crowley ca fiind o singură manifestare posibilă a Thelema, creând sisteme originale, cum ar fi cele ale lui Nema și ale lui Kenneth Grant .     Și o categorie de adepti ai Thelemei ce sunt non-religiosi, și pur și simplu nu vor sa adere la legea filosofică Thelema. 

### Sarbatori
Cartea Legii dă câteva zile sfinte care trebuie respectate de adeptii Thelemei. Nu există moduri dogmatice stabilite de a sărbători aceste zile, astfel încât, ca rezultat, adeptii Thelemei vor lua adesea propriile lor dispozitive sau vor sărbători în grupuri, în special în cadrul Ordo Templi Orientis . Aceste zile sfinte sunt de obicei observate la următoarele date: 
- 20 martie. Sărbătoarea Ritualului Suprem, care sărbătorește invocarea lui Horus, ritualul realizat de Crowley în această dată în 1904, care a inaugurat Noul Aeon.
- 20 martie / 21 martie. Echinoctiul Zeilor, care se numește de obicei Anul Nou Thelemic (deși unii sărbătoresc Anul Nou pe 8 aprilie). Deși echinocțiul și invocarea lui Horus intră adesea în aceeași zi, ele sunt deseori tratate ca două evenimente diferite. Această dată este echinoctiul de toamnă din emisfera sudică.
- 8 aprilie până pe 10 aprilie. Sărbătoarea celor Trei Zile ale Scrierii Cartii Legii. Aceste trei zile sunt comemorative pentru cele trei zile ale anului 1904, în timpul cărora Aleister Crowley a scris Cartea Legii . Un capitol a fost scris în fiecare zi, primul fiind scris pe 8 aprilie, al doilea pe 9 aprilie și al treilea pe 10 aprilie. Deși nu există nici o cale oficială de a sărbători orice sărbătoare thelemică, această sărbătoare specială este de obicei sărbătorită prin citirea capitolului corespunzător în fiecare din cele trei zile, de obicei la prânz.
- 20 iunie / 21 iunie. Solstițiul de vară din emisfera nordică și solstițiul de iarnă din emisfera sudică.
- 12 august. Sărbătoarea profetului și a miresei lui. Această sărbătoare comemorează căsnicia lui Aleister Crowley și a celei dintâi soții sale, Rose Edith Crowley . Rose a fost o figură cheie în scrierea Cărții Legii.
- 22 septembrie / 23 septembrie. Echinoctiul de toamnă din emisfera nordică și echinoctiul de iarnă din emisfera sudică.
- 21 decembrie / 22 decembrie. Solstițiul de iarnă din emisfera nordică și solstițiul de vară din emisfera sudică.
- Sărbătoarea pentru viață, sărbătorită la nașterea unui adept al Thelemei și în zilele de naștere.
- Sărbătoarea pentru foc / Sărbătoarea pentru apă . Aceste zile de sărbătoare sunt de obicei luate ca fiind atunci când un copil atinge pubertatea și pași pe calea maturității. Sărbătoarea pentru foc este sărbătorită pentru un bărbat, iar Sărbătoarea pentru apă pentru o femeie.
- Sărbătoarea pentru moarte, sărbătorită la moartea unui adept al Thelemei și la aniversarea morții sale. Moartea lui Crowley este sărbătorită pe 1 decembrie. [93]

### Literatură
Aleister Crowley a fost foarte prolific și a scris pe tema Thelema de peste 35 de ani, și multe dintre cărțile sale rămân în imprimatei in Istoria Ocultismului. În timpul său, au existat câțiva care au scris despre acest subiect, printre care și Marele Maestru al OTO, Charles Stansfeld Jones, ale cărui lucrări despre Qabalah sunt încă tipărite și generalul-maior, JFC Fuller . 
Jack Parsons a fost un om de știință care a cercetat utilizarea diferitelor tipuri de combustibili pentru rachete de la Institutul de Tehnologie din California și unul dintre primii studenți americani ai lui Crowley, ce a condus o vreme Agapa Lojei din Ordo Templi Orientis in locul lui Crowley în America. A scris mai multe lucrări scurte în timpul vieții sale, unele mai târziu curate ca Libertatea este o Sabie cu două tăișuri. A murit în 1952 ca urmare a unei explozii și, în timp ce el însuși nu este un scriitor prolific, a fost obiectul a două biografii; Sex și rachete de John Carter și Inger Ciudat de George Pendle. 
De la moartea lui Crowley în 1947, au existat și alți scriitori thelemici precum Israel Regardie, ce au editat multe dintre operele lui Crowley și au scris si o biografie a lui, The Eye in the Triangle, precum și alte cărți despre Qabalah . Kenneth Grant a scris numeroase cărți despre Thelema și despre domeniul ocultismului, cum ar fi Trilogia tifoneană . 

### Organizatii
Mai multe organizații moderne de diferite mărimi pretind că urmează principiile Thelema. Doua dintre cele mai proeminente sunt organizațiile pe care Crowley le-a condus în timpul vieții sale: A∴A∴, un Ordin fondat de Crowley, bazat pe notele sistemului Golden Dawn; și Ordo Templi Orientis, un ordin care s-a dezvoltat inițial din Ritualul lui Memphis și Mizraim la începutul secolului al XX-lea și care include Biserica Ecleziastica Catolică ca si braț religios. 
De la moartea lui Crowley în 1947, alte organizații s-au format pentru a-i continua activitatea lui Crowley, de exemplu, Ordinul Typhonian al lui Kenneth Grant și Ordinul Deschis al Zorilor de Aur . Există și alte grupuri cu caracter foarte variat care s-au inspirat din Thelema, cum ar fi Iluminatele din Thanateros și Templul lui Set . Unele grupuri acceptă Legea lui Thelema, însă omit anumite aspecte ale sistemului lui Crowley încorporând în același timp lucrările altor mistici, filozofi și sisteme religioase. 
Fraternitas Saturni (Frăția Saturnului), fondată în 1928 în Germania, acceptă Legea lui Thelema, dar o extinde cu expresia "Mitleidlose Liebe!" ("Dragostea fără compasiune!" ). Societatea Thelema, de asemenea, localizată în Germania, acceptă Liber Legis și o mare parte din munca lui Crowley cu privire la magie si încorporează ideile altor gânditori, ca: Friedrich Nietzsche, Charles Sanders Peirce, Martin Heidegger și Niklas Luhmann . 
Thelema poate fi găsita și în alte organizații. Președintele Bisericii Tuturor Lumilor, LaSara FireFox, se identifică ca Thelemite. O minoritate semnificativă a altor membri ai Church of All Worlds (CAW) se identifică și ca Thelemiti. 

## Citirea ulterioară
- Del Campo, Gerald. Rabelais: Primul Thelemite Arhivat în 25 ianuarie 2019, la Wayback Machine. . Ordinul Cavalerilor Thelemici.
- Melton, J. Gordon (1983). "Magicul Thelemic în America". Alternative la principalele Biserici americane, ed. Joseph H. Fichter. Barrytown, NY: Seminarul Teologic de Unificare.
- Starr, Martin P. (2004) O sută de ani de atunci: viziuni asupra viitorului tematic (document de conferință prezentat la Thelema Beyond Crowley)
- Starr, Martin P. (2003). Dumnezeul necunoscut: WT Smith și Thelemites. Bolingbrook, IL: Teitan Press.
- van Egmond, Daniel (1998). "Școlile esoterice occidentale din secolul al XIX-lea și începutul secolului al XX-lea". În: van den Broek, Roelof și Hanegraaff, Wouter J .: Gnoza și hermetismul de la antichitate la perioada modernă. Albany: Universitatea de Stat din New York Press .